# Astimedes
Astimedes (en llatí Astimedes, en grec antic Ἀστυμήδης) fou un notable rodi que va viure al segle ii aC.
Quan va esclatar la guerra entre Roma i Perseu de Macedònia (171 aC) va aconsellar als seus conciutadans que havien d'estar al costat de Roma, segons diu Polibi. Quan es va acabar la guerra i els romans van amenaçar Rodes, Astimedes va ser enviat com a ambaixador a Roma per mirar de suavitzar l'hostilitat dels romans. Polibi censura el discurs que va fer davant del senat. Tres anys més tard va tornar a Roma com ambaixador i va aconseguir signar una aliança.
El 153 aC, en esclatar la guerra de Creta, exercia les funcions d'almirall de Rodes, i va ser enviat altra vegada a Roma com ambaixador.